# Tutti quanti Mery
Tutti quanti Mery è il quarto album in studio del cantautore italiano Matteo Becucci, pubblicato nel 2014.

## Tracce
1. Mery
2. Stare bene
3. La vita che vorrei
4. Le cose che non sopporto
5. L'elefante
6. Non chiedo di più
7. Tutto questo amare inutile
8. Fare a meno di te (Bonus Track) [Piano & Vox]
9. Vorrei incontrarti fra cent'anni (feat. Serena Rossi) [Bonus track]